# 費茲車站
費茲車站（阿拉伯语：‎）是位於摩洛哥非斯的鐵路車站。非斯車站位於摩洛哥北部的東西向主要線路上，東至烏季達和納祖爾，北至丹吉爾，經梅克內斯可直達拉巴特、卡薩布蘭卡和馬拉喀什。車站啟用於1915年，現今的車站建築於2009年11月27日啟用。

## 圖片集
- 車站大廳車站大廳
- 車站夜景車站夜景
- 1920年代的車站外觀